# Fire & Ice - Le cronache del drago
Fire & Ice - Le cronache del drago (Fire & Ice. The Dragon Chronicles) è un film per la televisione del 2008 diretto da Jean C. Comar (Pitof).
È un film d'avventura a sfondo fantastico statunitense e rumeno con Amy Acker, Tom Wisdom e John Rhys-Davies. È incentrato sulle vicende di un regno medievale attaccato da un drago sputafuoco.

## Trama
Medioevo; governato dal re Augustin, Carpia è un regno pacifico abitato da cavalieri e draghi. La serenità del luogo è inaspettatamente mandata in frantumi da un Drago di Fuoco che inizia ad attaccare i villaggi, seminando morte e distruzione.

## Produzione
Il film, diretto da Pitof su una sceneggiatura di Michael Konyves e Angela Mancuso, fu prodotto da Michele Greco e dalla stessa Mancuso per la Media Pro Pictures e girato nei MediaPro Studios in Romania con un budget stimato in tre milioni di dollari.

## Distribuzione
Il film fu trasmesso negli Stati Uniti il 18 ottobre 2008 con il titolo Fire & Ice sulla rete televisiva Sci-Fi Channel.
Alcune delle uscite internazionali sono state:
- in Germania il 17 aprile 2009 (Fire & Ice; The Dragon Chronicles, in DVD)
- in Giappone il 2 maggio 2009 (in DVD)
- in Ungheria il 1º giugno 2009 (A tűzsárkány birodalma)
- in Italia il 2 agosto 2009 (Fire & Ice - Le cronache del drago, in DVD)
- nei Paesi Bassi il 4 agosto 2009 (in DVD)
- nel Regno Unito il 7 settembre 2009 (in DVD)
- in Francia il 10 agosto 2010 (Les chroniques du dragon, in DVD)
- in Spagna (El dragón y la princesa)
- in Australia (Fire & Ice)
- in Romania (Fire & Ice: Cronica dragonilor)
- in Grecia (Fotia & pagos)
- in Serbia (Zmajske hronike: Vatra i led)